# Zdeněk Josef Preclík
Zdeněk J. Preclík (20. ledna 1949 Praha-Žižkov – 21. března 2021 Praha) byl český sochař-figuralista a restaurátor.

## Biografie

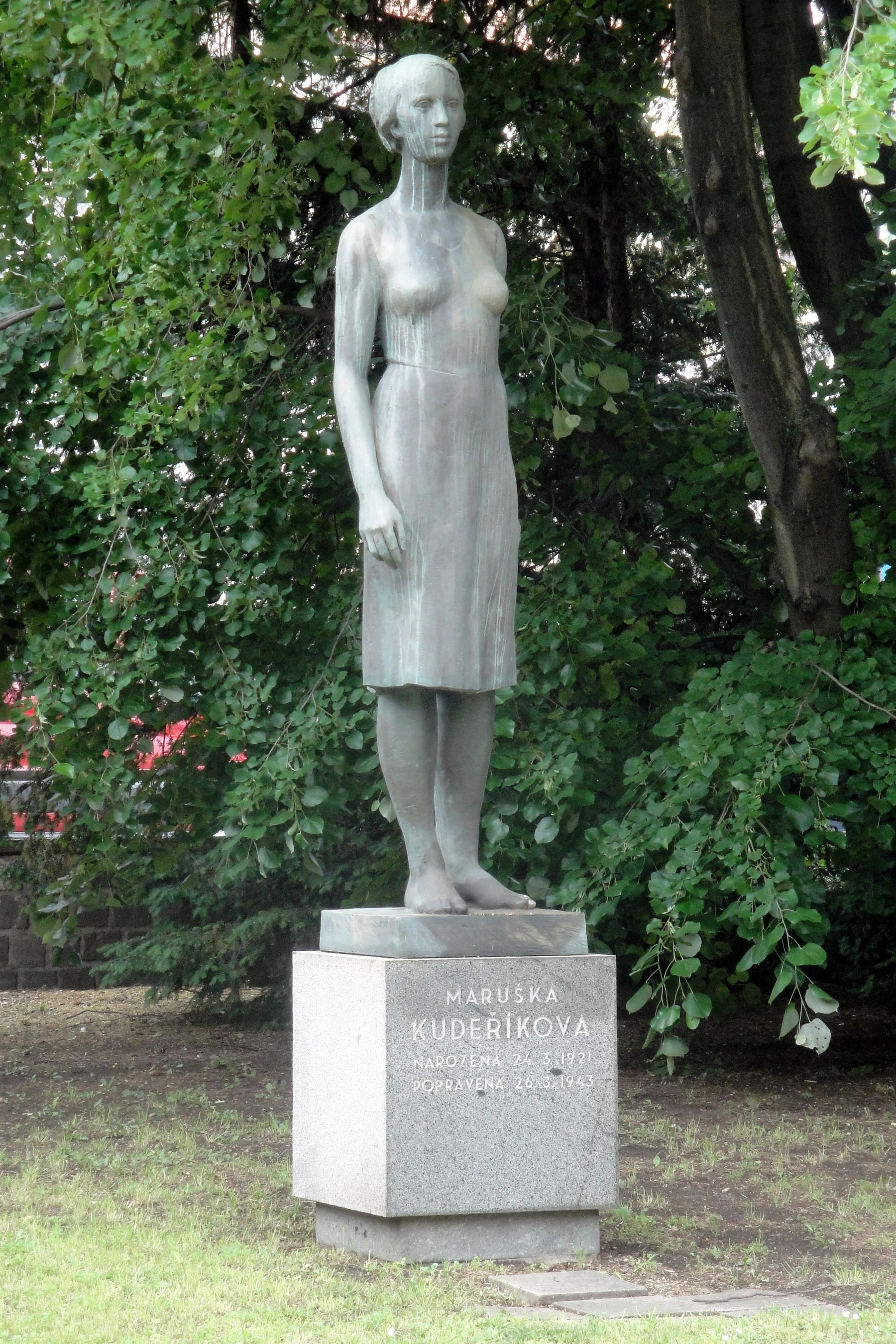
Zdeněk J. Preclík, Pomník Marie Kudeříkové, 1976, Brno

Sochař a restaurátor Zdeněk J. Preclík se narodil 20. ledna roku 1949 v Praze na Žižkově. Jeho matka byla pedagožka a otec hutní inženýr. V letech 1963 až 1967 studoval na Střední uměleckoprůmyslové škole v Praze, tzv. Žižkárně. Zde studoval na oddělení hraček a řezbářství pod vedením profesora Viktora Fixla. Na pražskou AVU dělal přijímací řízení třikrát, mezi tím pracoval jako mistr v truhlárně. Poslední rok před Akademií se vyhnul povinné vojenské službě tím, že byl přijat jako hospitant na Střední umělecko-průmyslovou školu sochařskou a kamenickou v Hořicích. V roce 1969 nastoupil u prof. Karla Lidického, po jeho smrti studia ukončil u Miloše Axmana v roce 1976. Jeho diplomová práce, postava Marie Kudeříkové v nadživotní velikosti, byla vybrána k realizaci jako její pomník v Brně. Po škole pracoval jako umělec na volné noze, modeloval pamětní desky a realizace do architektury a veřejný prostor a živil se jako restaurátor. V 80. letech spolupracoval se sochařem Janem Hánou, kterému pomáhal s realizací jeho plastik. V letech 1977 až 1980 působil jako pedagog na Lidové škole umění na Petrském náměstí v Praze. V roce 1988 byl – jako nečlen Svazu českých výtvarných umělců – zvolen předsedou organizačního výboru Salonu pražských výtvarných umělců v Parku kultury a oddechu Julia Fučíka (po roce 1989 Výstaviště Praha). Salon pražských výtvarných umělců byla hojně citovaná výstava z doby demokratizace pozdního socialismu – perestrojky, na které se objevila celá řada neoficiálních výtvarníků. Od 90. let se věnoval hlavně restaurátorské činnosti. Sochař Zdeněk Preclík zemřel na následky nákazy coronavirem v poledne prvního jarního dne (21. března) v roce 2021, když v České republice vrcholila pandemická situace.

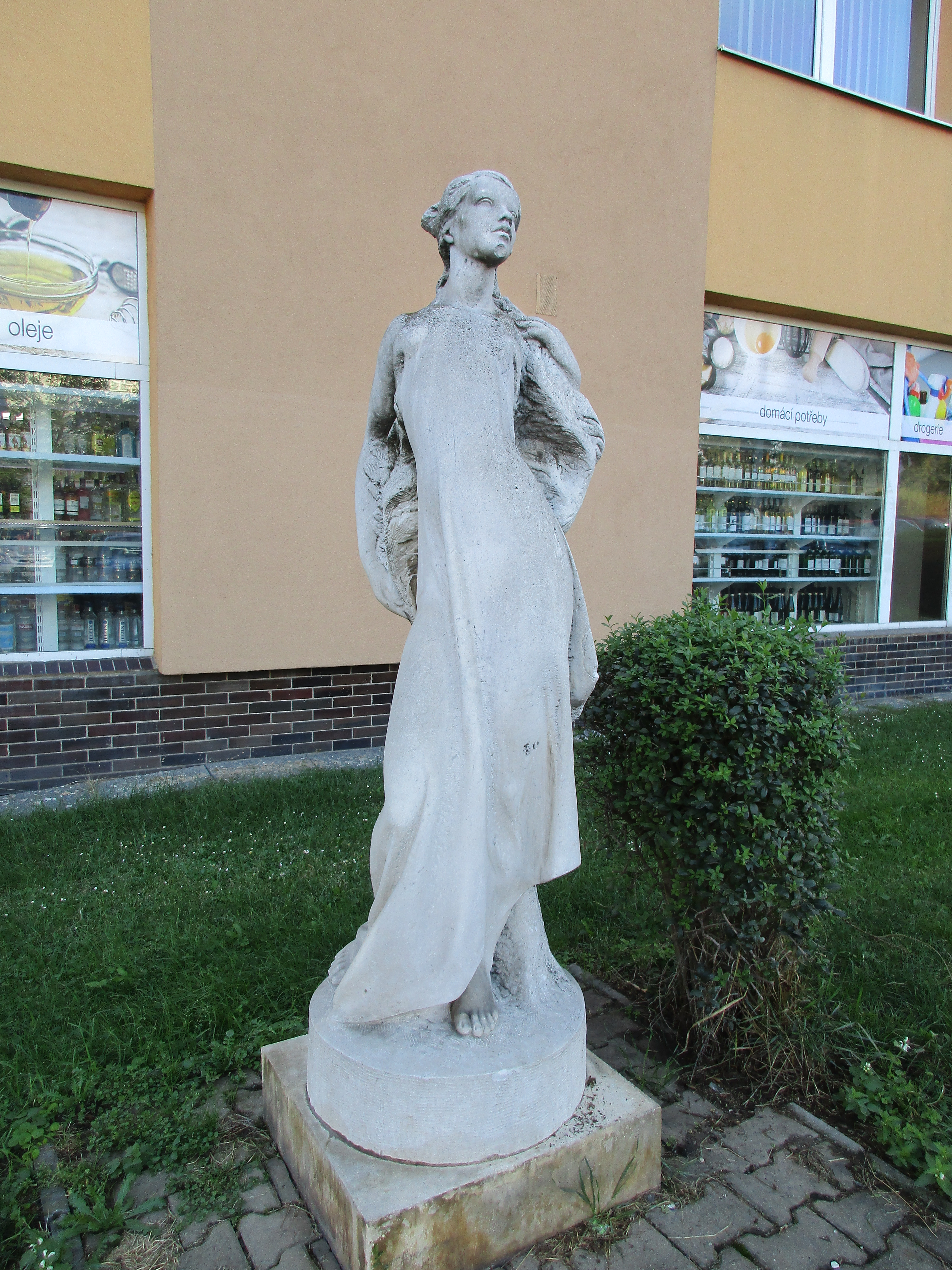
Zdeněk J. Preclík Zdeněk, Jaro na Jarově, mramor, 1984, Žižkov

## Dílo
Sochař, uznávaný figuralista a modelér a precizní řemeslník Zdeněk Preclík měl v ateliérové tvorbě blízko ke stylu České grotesky. S příslušníky České grotesky například s Bohumilem Zemánkem nebo Zdeňkem Hoškem také často vystavoval. Je autorem řady pamětních desek. V Praze realizoval pamětní desku architekta Josefa Fanty, malíře Petra Brandla, manželky druhého československého prezidenta Hany Benešové, sochaře Jaroslava Horejce nebo slovenského malíře Cypriána Majerníka. Na zakázku realizoval pomníky a sochy do veřejného prostoru a v rámci architektury. Jednou z nejznámějších je figurativní mramorová socha Jaro na Jarově na jeho rodném Žižkově z roku 1984. Dělal návrhy na rekonstrukci paláce Lucerna na Václavském náměstí, realizace pro hotel Beránek v Náchodě, měl na starosti výtvarné řešení zázemí metra na náměstí Republiky, na Křižovnickém náměstí v Praze realizoval výzdobu domu U Šalamouna. V roce 1989 vyhrál konkurz na monumentální kašnu pro připravované Muzeum Jaroslava Haška, jež se mělo nacházet v domě U Divých mužů v Řetězově ulici. Po revoluci z celého projektu muzea i kašny sešlo. Tento typ zakázek pro architekturu začal v 90. letech rychle mizet a od druhé poloviny 90. let se věnoval hlavně restaurovaní. Je autorem například repliky sochy Praha od Ladislava Šalouna na tympanonu budovu Muzea hlavního města Prahy. Vytvořil několik ateliérových sochařských cyklů například: Ples v opeře, Bibličtí hrdinové, Tanec života a smrti, Ideální pomníky, Šachová hra, Pohádkové bytosti, Živly, Kdo si hraje se Smrtí? a Čarodějnice a jejich kati.

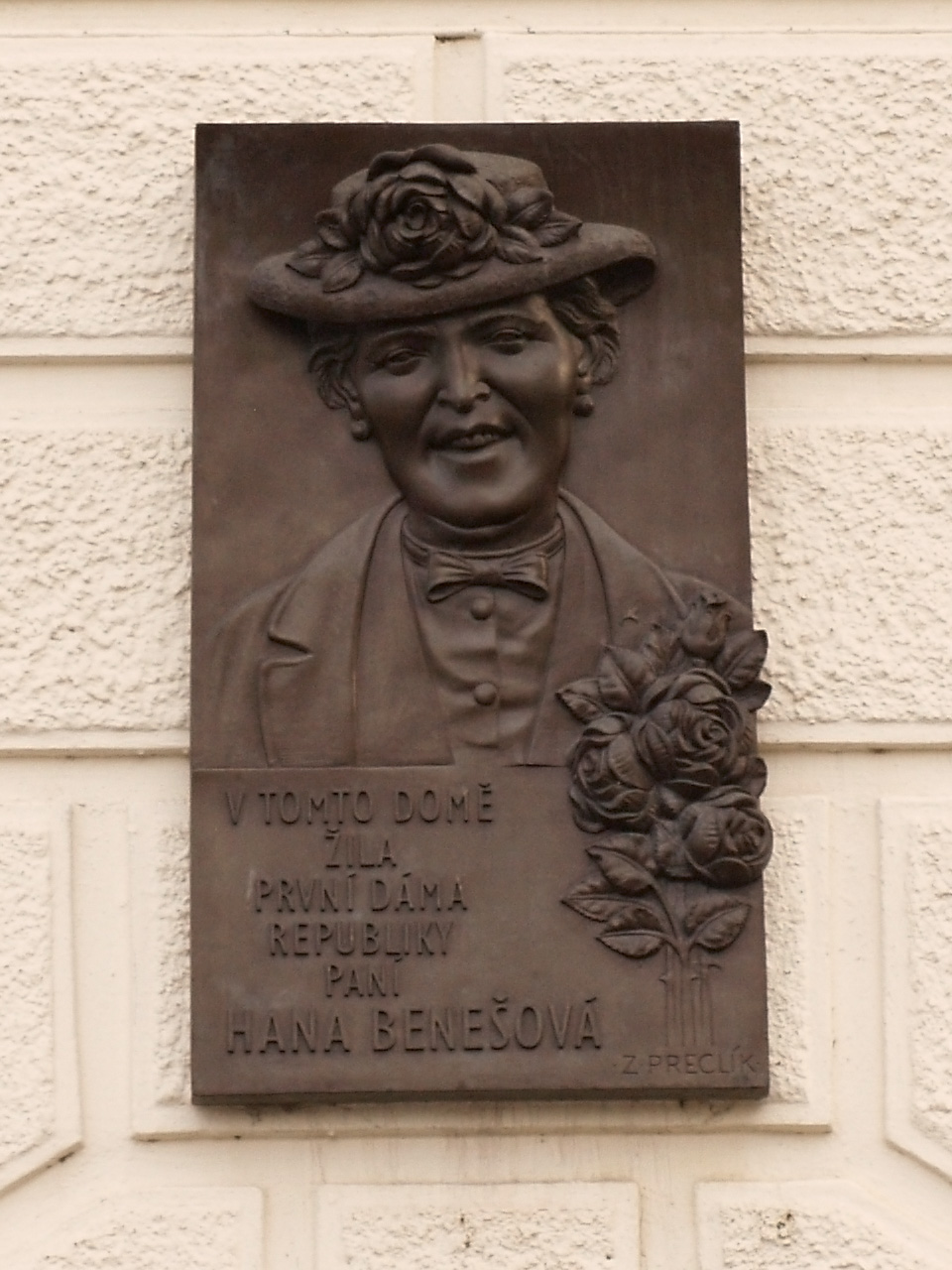
Zdeněk Josef Preclík, pamětní deska Hany Benešové, Loretánské náměstí 2, Praha 1, 2005

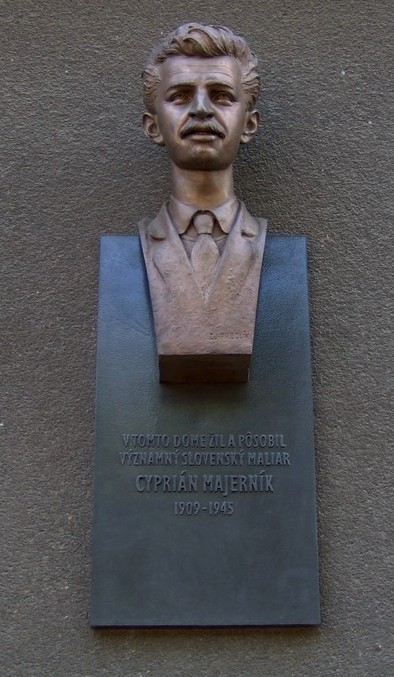
Zdeněk Josef Preclík, Pamětní deska Cypriána Majerníka, Nad Královskou oborou 5, Praha 7; 2004, odhalena 9. listopadu 2008

## Realizace
- 1976: Pomník Marie Kudeříkové, Brno-Střed
- 1982: Pamětní deska Jaroslava Horejce, Trojická 1, Praha-Nové Město; odhalena 1983
- 1984: Jaro na Jarově, Žižkov, Praha
- 2004: Pamětní deska Cypriána Majerníka, Nad Královskou oborou 5, Praha 7; odhalena 9. listopadu 2008
- 2005: Pamětní deska Hany Benešové, Loretánské náměstí, Praha 1
- 2008: Pamětní deska Josefa Fanty, Fantův dům, Pětikostelní náměstí, Malá Strana, Praha
- 2008: Pamětní deska Petra Brandla, Fantův dům, Pětikostelní náměstí, Malá Strana, Praha
- 2014: Sochařský portrét Josefa Režného, Strakonice, parčík za strakonickým hradem

### Reference

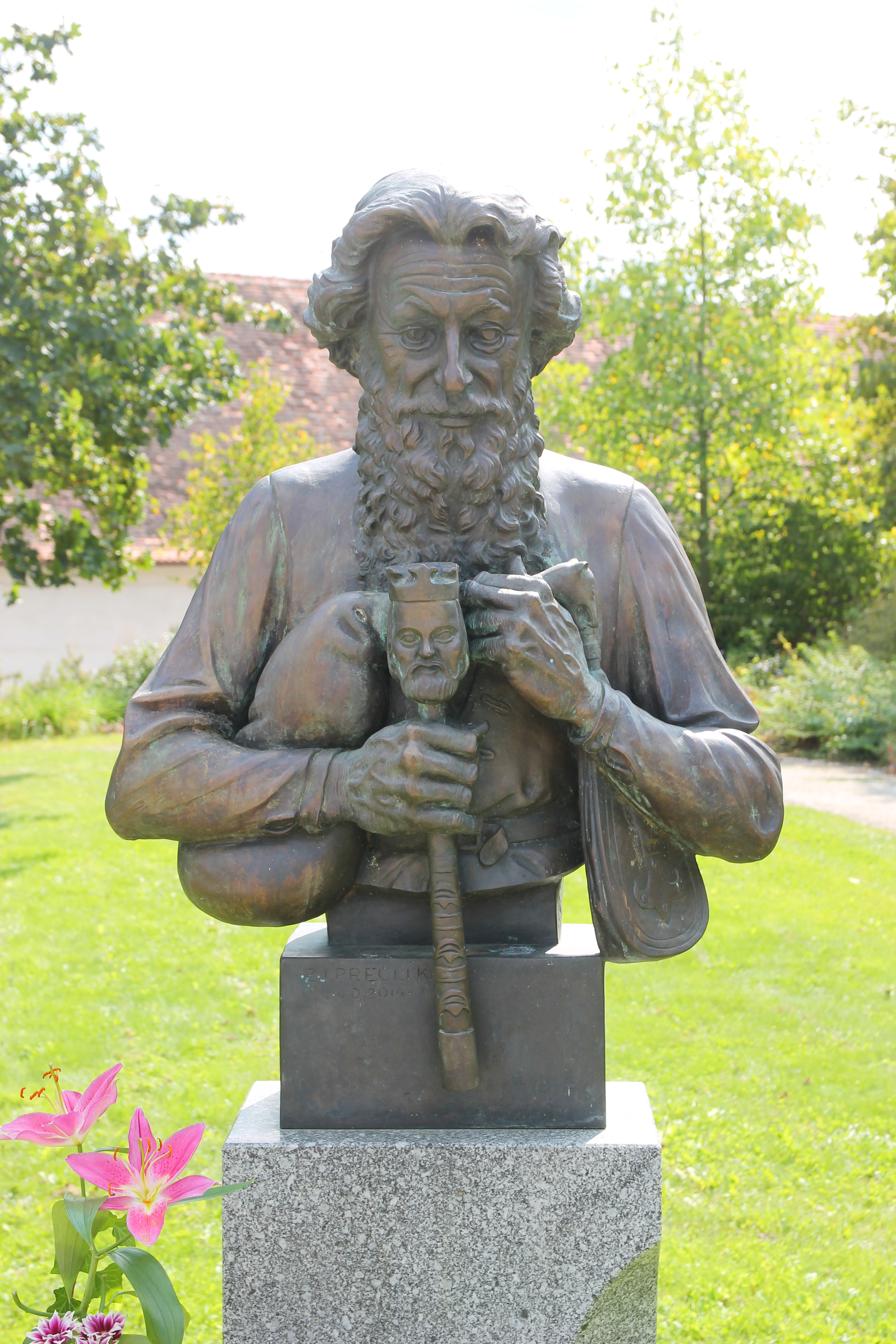
Zdeněk Josef Preclík, Pomník Josefa Režného, 2014, Strakonice